# Kanton Angers-5
 Angers-5 is een kanton van het Franse departement Maine-et-Loire. Het kanton maakt deel uit van het arrondissement  Angers.
In 2020 telde het 40.556 inwoners.

Het kanton werd gevormd ingevolge het decreet van 26 februari 2014 , met uitwerking op 22 maart 2015, met Angers als hoofdplaats.

## Gemeenten
Het kanton omvat volgende gemeenten:
- Angers  (noordelijk deel)
- Briollay
- Cantenay-Épinard
- Écouflant
- Écuillé
- Feneu
- Soulaire-et-Bourg